# Ian Evans
Ian Richard Evans (Johannesburg, 4 ottobre 1984) è un ex rugbista a 15 britannico di ruolo seconda linea. Nella sua carriera ha ottenuto 33 presenze con la maglia del Galles ed è stato, inoltre, convocato per il Tour dei British and Irish Lions 2013 in Australia.

## Biografia
Cresciuto ad Aberdare ha cominciato a giocare a rugby XV nel Pontypridd RFC venendo successivamente chiamato anche nelle rappresentative giovanili del Galles (under-19 e under-21). Nel 2004 si è unito allo Swansea RFC e l'anno successivo agli Ospreys. Con questo club, del quale fa ancora parte, ha fatto il suo esordio in Celtic League nel settembre 2005 contro il Munster e, in seguito, nell'Heineken Cup.
L'11 giugno 2006 ha giocato la sua prima partita con la nazionale, un match contro l'Argentina, segnando anche una meta.
Con il Galles ha partecipato alla Coppa del Mondo 2007 e al vittorioso Sei Nazioni 2008, chiuso con il Grande Slam.

## Palmarès
- Pro12: 3
Ospreys: 2006-07, 2009-10, 2011-12